# Monte Rigny

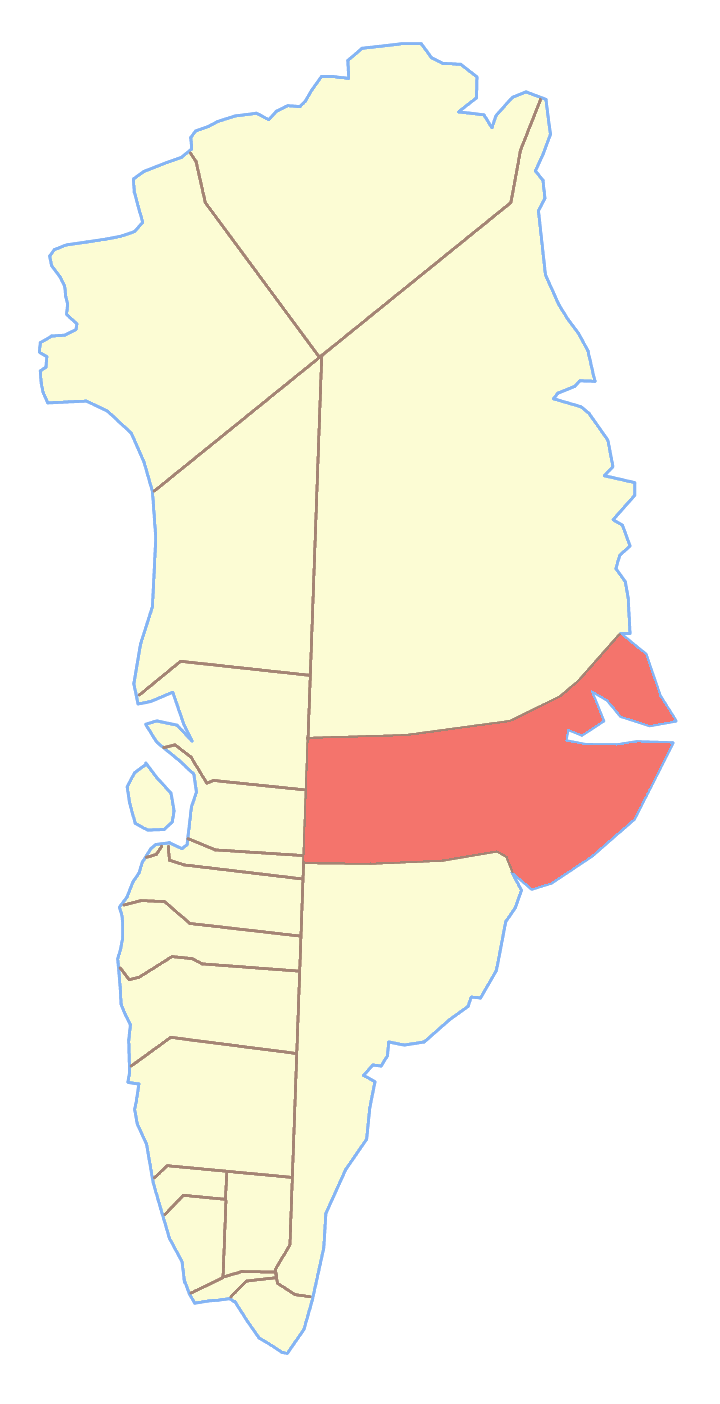
Ex comune di Ittoqqortoormiit, dove si trovava il Monte Rigny

Il monte Rigny (danese: Rigny Bjerg o Riguy Bjerg) è una montagna della Groenlandia di 2385 m. Si trova a 69°06'N 26°15'O; appartiene al comune di Sermersooq.